# شركة بترول الشارقة الوطنية
شركة بترول الشارقة الوطنية (SNOC) هي شركة منتجة للنفط والغاز مقرها الشارقة، الإمارات العربية المتحدة. تأسست بموجب مرسوم أميري في عام 2010، وهي شركة مملوكة بالكامل لحكومة إمارة الشارقة. في عام 2015، أصبحت المشغل لأصول الصجعة الموجودة في الشارقة، الإمارات العربية المتحدة. تتكون أصول الصجعة من حقول الصجعة والموفيد وكايف للغاز الطبيعي والمكثفات، ومحطة غاز الصجعة ومحطتين بحريتين في الحمرية ، الشارقة. في يناير 2019، وقعت اتفاقية امتياز مع إيني لاستكشاف ثلاث مناطق برية في الشارقة. في يناير 2020، أعلنت SNOC و Eni عن اكتشاف جديد للغاز الطبيعي والمكثفات في حقل ماهاني في الشارقة.

## وصلات خارجية
- موقع الشركة